# Ilse Tschörtner

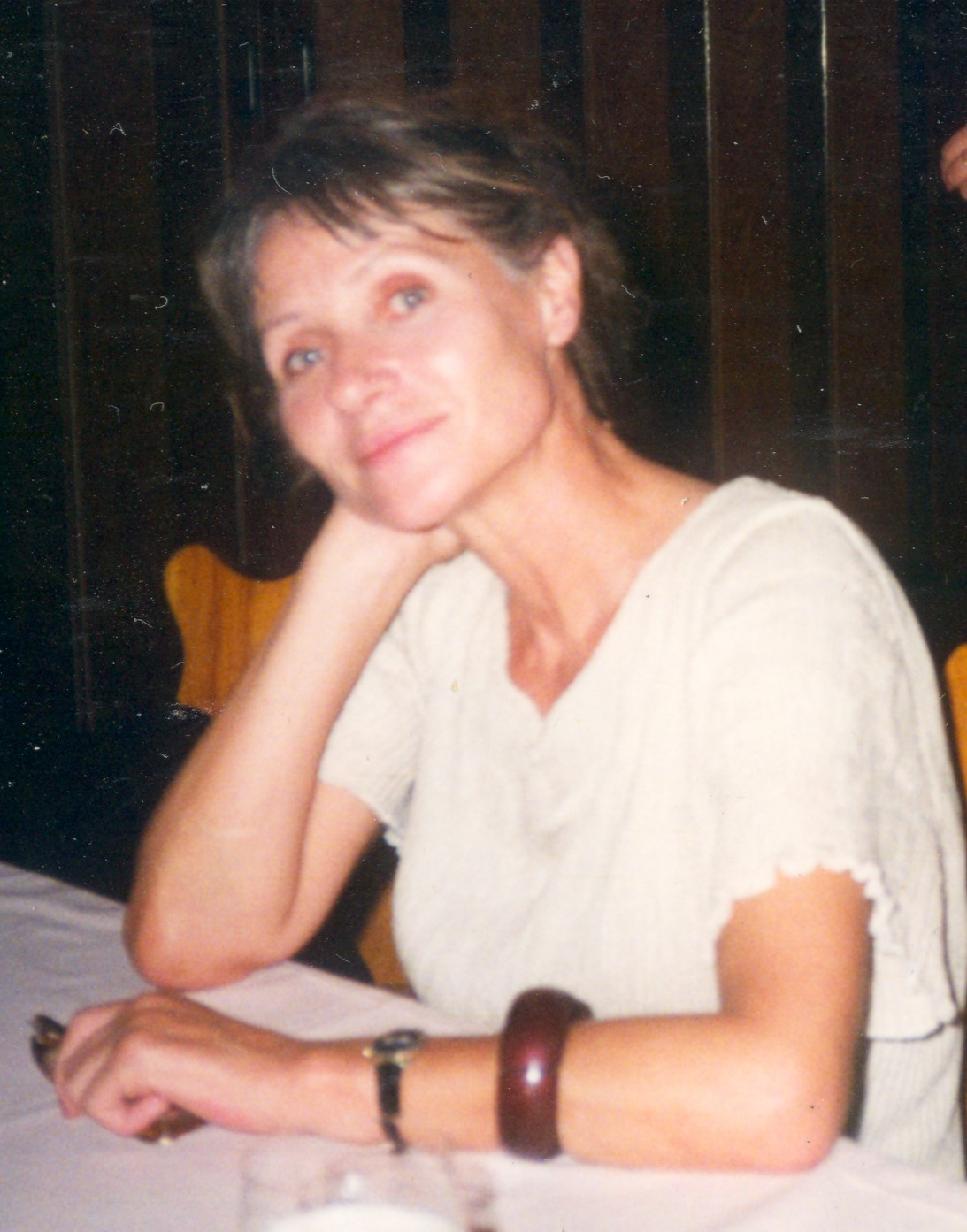
Ilse Tschörtner, Foto privat

Ilse Tschörtner, geborene Krätzig (* 24. Juli 1942 in Breslau; † 4. Oktober 2022 in Berlin), war eine deutsche Übersetzerin und Nachdichterin russischer Literatur.

## Leben
Ilse Krätzig wuchs in Havelberg auf und diplomierte 1966 an der Humboldt-Universität zu Berlin als Dolmetscherin und Übersetzerin für Russisch und Polnisch. Zudem studierte sie an der Lomonossow-Universität Moskau russische Philologie und untersuchte dort Dichtungen Pasternaks. Auf Grund ihres Engagements für das Werk Pasternaks musste sie Moskau früher als vorgesehen verlassen.
Ab 1971 war Ilse Tschörtner mit Heinz Dieter Tschörtner verheiratet. Kollegiale Freundschaften verbanden sie mit Fritz Mierau (die beiden brachten miteinander etliche Projekte zur russischen Literatur auf den Weg, u. a. zu Alexander Blok,  Sergei Jessenin, Anatoli Marienhof und Marina Zwetajewa) und Paul Alfred Kleinert.
Von 1967 bis 1980 war sie im Berliner Verlag Volk und Welt als Redakteurin tätig und übersetzte ab 1981 freiberuflich.
Ilse Tschörtner lebte und arbeitete in Berlin. Ihre Grablege befindet sich auf dem Friedhof der St.-Hedwigs-Gemeinde in Berlin-Alt-Hohenschönhausen (Grabstätte H25-BHP02-07).

## Werk (Auswahl)
- 1994: „Die Seelen der Deutschen erobern“. Über die Kulturoffiziere der Sowjetischen Militäradministration in Deutschland. In: Berliner Debatte Zeitschrift für sozialwissenschaftlichen Diskurs Initial, Heft 1, S. 106 anno 1994

### Übersetzungen
- 1975: Wiktor Astafjew: Schäfer und Schäferin, Roman. Verlag Neues Leben (Пастух и пастушка – Pastuch i pastuschka, 1971)
- 1977: Weniamin Kawerin: Vor dem Spiegel, Roman. Volk und Welt (Перед зеркалом –  Pered serkalom, 1972)
- 1984: Wladimir Orlow[1]: Gamajun[2] – Alexander Block und seine Zeit. Buchverlag Der Morgen
- 1984: Anatoli Marienhof: Roman ohne Lüge. Erinnerungen. Volk und Welt (Ausgabe 1992: ISBN 3-353-00921-3)
- 1984: Nikolai Leonow[3]: Einsatz im Zwielicht. 226 Seiten. Verlag Neues Leben, Berlin. Kompass-Bücherei, Bd. 323
- 1985: 21 Beiträge in: Karlheinz Kasper (Hrsg.): Iwan Bunin: Dunkle Alleen. Erzählungen 1920–1953. 580 Seiten. Aufbau-Verlag, Berlin[4]
- 1988: Elçin[5]: Mahmud und Marjam. Eine orientalische Liebeslegende. Volk und Welt, ISBN 3-353-00302-9
- 1989: Tatjana Tolstaja: Rendezvous mit einem Vogel. Erzählungen. Volk und Welt, ISBN 3-353-00504-8
- 1990: Daniil Charms: Zwischenfälle. Volk und Welt, ISBN 3-353-00605-2
- 1990: Sergej Ustinow: Identität unbekannt. Kriminalroman. Volk und Welt, Berlin, ISBN 3-353-00750-4
- 1991: Wassili Katanjan (Hrsg.): Lilja Brik: Schreib Verse für mich. Erinnerungen an Majakowski und Briefe. Volk und Welt, Berlin, ISBN 3-353-00874-8
- 1992: Sergej Ustinow: Der Chef braucht keine Maske. Kriminalroman. Volk und Welt, Berlin, ISBN 3-353-00908-6
- Tatjana Kuschtewskaja:
  - 2006: „Hier liegt Freund Puschkin …“ Spaziergänge auf russischen Friedhöfen. Grupello, Düsseldorf, ISBN 3-89978-059-0
  - 2007: Küssen auf russisch. Ein Alphabet. Grupello, Düsseldorf
  - 2010: Liebe – Macht – Passion. Berühmte russische Frauen. Grupello, Düsseldorf, ISBN 978-3-89978-110-6[6]

### Nachdichtungen
- 1978: Gedichte von Igor Schkljarewski[7] aus: Alexei Arbusow: Grausame Spiele. Dramatische Szenen in zwei Teilen (elf Bildern). 106 Seiten. Henschelverlag, Berlin
- 1983: Verse aus: Lew Ustinow: Das Kristallherz.[8] Märchen in zwei Akten. 76 Seiten. Henschelverlag, Berlin
- 1986: Verse von Alexander Block und Maxim Bogdanowitsch aus: Iwan Schamjakin: Die Händlerin und der Poet.[9] Roman. Verlag der Nation, Berlin, ISBN 3-373-00033-5

## Ehrungen und Förderung
- 1985 Übersetzerpreis des Verlages Volk und Welt
- 1987 Ehrenurkunde des Schriftstellerverbandes der UdSSR
- 1991 Übersetzerstipendium des Berliner Senats für Kultur